# Sol Invictus

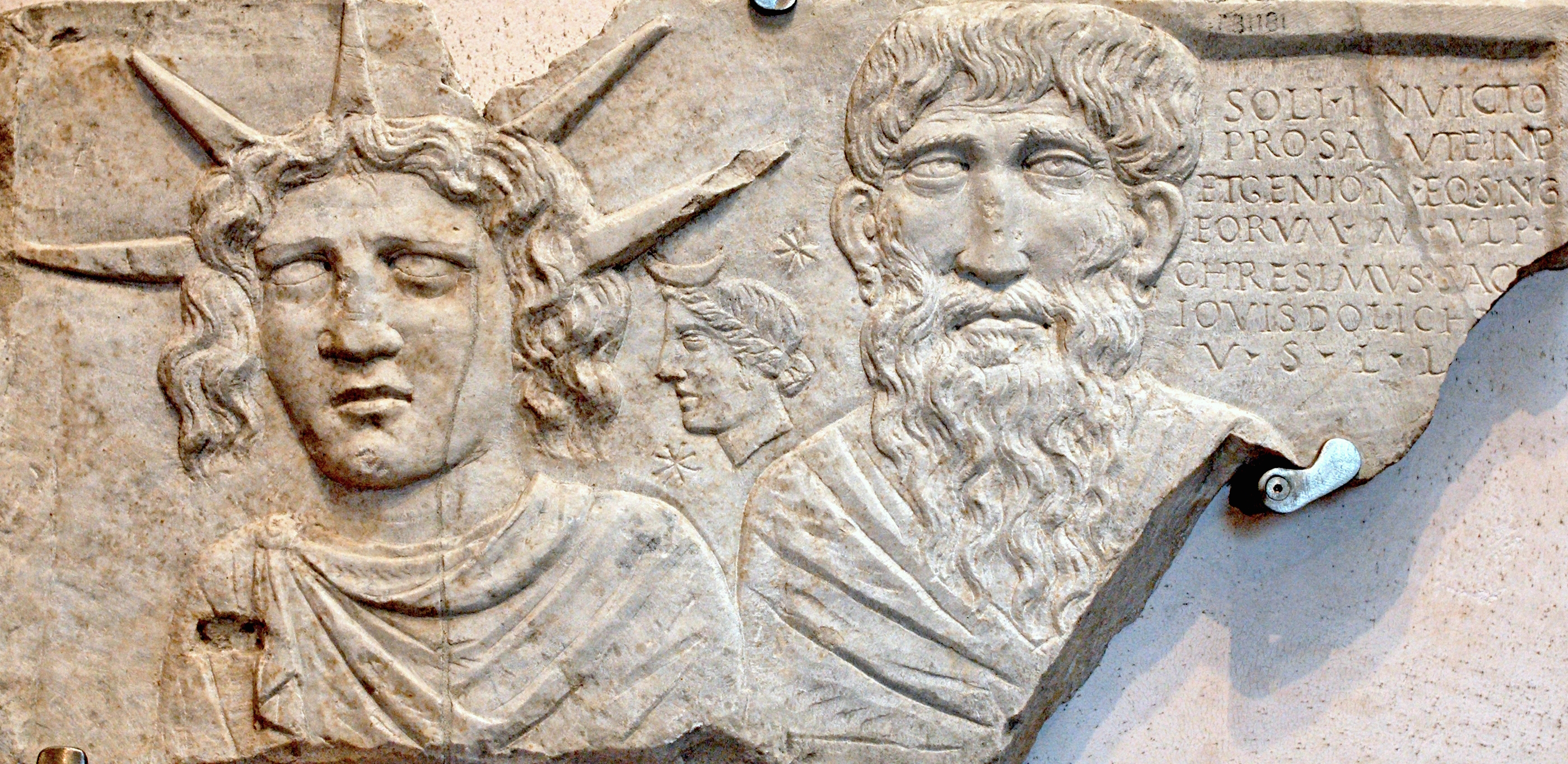
Sol Invictus na płaskorzeźbie rzymskiej z II w.

Sol Invictus (łac., dosł. Słońce Niezwyciężone) – bóstwo rzymskie, łączące cechy greckiego Apollona i indoirańskiego Mitry.
Kult Sol Invictus  był nowym synkretycznym kultem łączącym w sobie elementy mitraizmu, kultu El Gabala, Baala, Astarte i rzymskiego bóstwa solarnego Sol. Czcił słońce jako uosobienie wszystkich innych bóstw. Kult Sol Invictus sprawowany był u schyłku cesarstwa, wprowadzony został przez cesarza Aureliana.
Obchodzenie święta Sol Invictus, przypadającego 25 grudnia, pierwszy raz jest źródłowo poświadczone w 354.